# Sanma
Sanma – prowincja Vanuatu, największa pod względem powierzchni. Jej nazwa pochodzi od początkowych liter dwóch wysp wchodzących w skład tej prowincji: Espiritu Santo (największej wyspy Vanuatu) oraz dużo mniejszej Malo. Prowincję o powierzchni 4,3 tys. km² zamieszkiwało w 2009 45,9 tys. osób. Stolicą prowincji jest miasto Luganville na wyspie Espiritu Santo.